# Станислав Иванов (футболист, р. 1999)
Станислав Ивайлов Иванов е български футболист, нападател.

## Кариера
Роден е в Габрово, започва кариерата си в родният си клуб Янтра Габрово на шестгодишна възраст.  През 2012 г. се присъедени към юношеския отбор на Левски София. На 9 декември 2020 г., Иванов преминава в американският футболен клуб Чикаго Файър, като договорът му влиза в сила от 1 януари 2021 г., сумата за която е продаден е близо 300 000 евро.

## Национална кариера
Той е повикан от Юношеския национален отбор на България по футбол до 19 години за квалификациите за европейското първенство по футбол за юноши до 19 г. през 2017 г.  След равенство и 2 победи отборът му се класира за груповата фаза на турнира. 